# (89903) Post
(89903) Post (2002 DL3) – planetoida z pasa głównego asteroid okrążająca Słońce w ciągu 7,91 lat w średniej odległości 3,97 j.a. Odkryta 20 lutego 2002 roku.